# Lekkoatletyka na Igrzyskach Solidarności Islamskiej 2013
Lekkoatletyka na Igrzyskach Solidarności Islamskiej 2013 – zawody lekkoatletyczne podczas igrzysk solidarności islamskiej rozgrywane były na stadionie Gelora Sriwijaya w Palembangu od 25 do 29 września 2013.

## Rezultaty

### Mężczyźni
| Konkurencja:                  | 1. miejsce                                                                                     | Rezultat   | 2. miejsce | Rezultat   | 3. miejsce                                                                       | Rezultat   |
| Bieg na 100 m                 | Reza Ghasemi                                                                                   | 10,29      | Barakat Al-Harthi                                                                                             | 10,34      | Fahad Mohamed Al-Subaie                                                          | 10,37      |
| Bieg na 200 m                 | Fahad Mohamed Al-Subaie                                                                        | 20,74      | Winston George                                                                                                | 20,77      | Reza Ghasemi                                                                     | 20,96      |
| Bieg na 400 m                 | Youssef Masrahi                                                                                | 45,18      | Winston George                                                                                                | 46,10      | Miloud Laaredj                                                                   | 46,26 PB   |
| Bieg na 800 m                 | Abd al-Aziz Ladan Muhammad                                                                     | 1:43,86 PB | Abdulrahman Musaeb Bala                                                                                       | 1:44,19    | İlham Tanui Özbilen                                                              | 1:45,65    |
| Bieg na 1500 m                | İlham Tanui Özbilen                                                                            | 3:39,69    | Mohamed Moustaoui                                                                                             | 3:40,91    | Fouad El Kaam                                                                    | 3:41,20    |
| Bieg na 5000 m                | Hayle İbrahimov                                                                                | 14:03,12   | Ali Kaya | 14:04,59   | Othmane El Goumri                                                                | 14:07,59   |
| Bieg na 10 000 m              | Ali Kaya                                                                                       | 29:36,64   | Mustapha El Aziz                                                                                              | 29:50,64   | Hasan Mahboob Ali                                                                | 29:55,85   |
| Bieg na 110 m przez płotki    | Amir Shaker Abdulaziz Al-Mandeel                                                               | 13,89      | |            | Rayzamshah Wan Sofian                                                            | 13,97      |
| Bieg na 400 m przez płotki    | Abdelmalik Lahoulou                                                                            | 50,96 PB   | Mehmet Güzel                                                                                                  | 51,66 PB   | Andrian                                                                          | 51,82      |
| Bieg na 3000 m z przeszkodami | Tarık Langat Akdağ                                                                             | 8:28,79    | Hamid Ezzine                                                                                                  | 8:37,46    | Tareq Mubarak Taher                                                              | 8:44,20    |
| Chód na 20 km                 | Mabrouk Saleh Mohamed                                                                          | 1:31:26    | Hakmali Sauda                                                                                                 | 1:34:23 PB | Gabriel Ngnintedem                                                               | 1:39:52 PB |
| Sztafeta 4 × 100 m            | Oman · Fahad Khamis Al-Jabri · Barakat Al-Harthi · Abdullah Al-Sooli · Mohammed Obaid Al-Hindi | 39,72      | Arabia Saudyjska · Bandar Atia Al-Kaabi · Fahad Mohamed Al-Subaie · Humod Ali Al Wani · Ahmed Fayaz Al-Dosari | 40,20      | Indonezja · Yaspy Bobi · Sapwaturrahman · Mohd Fadlin · Iswandi                  | 40,37      |
| Sztafeta 4 × 400 m            | Arabia Saudyjska · Ismail Al-Sabani · Mohamed Ali Al-Bishi · Mazen Al-Yassin · Youssef Masrahi | 3:03,70    | Turcja · Batuhan Altıntaş · Halit Kılıç · Mehmet Güzel · İlham Tanui Özbilen                                  | 3:06,43    | Algieria · Miloud Laaredj · Lyes Sabri · Abdelmalik Lahoulou · Mohamed Belbachir | 3:09,04    |
| Skok wzwyż                    | Keyvan Ghanbarzadeh                                                                            | 2,20       | Majed El Dein Ghazal                                                                                          | 2,20       | Nauraj Singh Randhawa                                                            | 2,18 PB    |
| Skok o tyczce                 | Mouhcine Cheaouri                                                                              | 5,10       | Mohammad Mohsen Rabbani                                                                                       | 5,00       | Mohamed Amine Romd                                                               | 4,90 PB    |
| Skok w dal                    | Ahmed Fayaz Al-Dosari                                                                          | 7,80       | Mohammad Arzandeh                                                                                             | 7,70       | Saleh Abdelaziz Al-Haddad                                                        | 7,66       |
| Trójskok                      | Tareq Bougtaïb                                                                                 | 16,29      | Mohamed Youssef Al-Sahabi                                                                                     | 15,90      | Aşkin Karaca                                                                     | 15,76      |
| Pchnięcie kulą                | Sultan Abdulmajeed Al-Hebshi                                                                   | 18,65      | Meshari Suroor Saad                                                                                           | 18,59      | Hüseyin Atıcı                                                                    | 18,56      |
| Rzut dyskiem                  | Ehsan Hadadi                                                                                   | 66,03      | Mohammad Samimi                                                                                               | 62,19      | Irfan Yıldırım                                                                   | 59,97      |
| Rzut młotem                   | Mostafa Hicham Al-Gamal                                                                        | 77,73 PB   | Ali Mohamed Al-Zinkawi                                                                                        | 76,68      | Dzmitryj Marszyn                                                                 | 70,52      |
| Rzut oszczepem                | Ihab Abd ar-Rahman as-Sajjid                                                                   | 78,96      | Fatih Avan | 78,15      | Ahmad Samir asz-Szabramallisi                                                    | 69,02      |

### Kobiety
| Konkurencja:                  | 1. miejsce                                                             | Rezultat | 2. miejsce                                                               | Rezultat | 3. miejsce                                                                      | Rezultat |
| Bieg na 100 m                 | Maryam Toosi                                                           | 11,67 NR | Nimet Karakuş                                                            | 12,11    | Komalam Shally Selveratnam                                                      | 12,11    |
| Bieg na 200 m                 | Maryam Toosi                                                           | 23,72    | Komalam Shally Selveratnam                                               | 25,16    | Abir Barkaoui                                                                   | 25,47    |
| Bieg na 400 m                 | Malika Akkawi                                                          | 53,19 PB | Hasna Grioui                                                             | 54,88    | Mariatu Suma                                                                    | 55,27 PB |
| Bieg na 800 m                 | Malika Akkawi                                                          | 2:06,97  | Siham Hilali                                                             | 2:07,29  | Tuğba Karakaya                                                                  | 2:09,17  |
| Bieg na 1500 m                | Rabab Arrafi                                                           | 4:19,27  | Siham Hilali                                                             | 4:19,79  | Betlhem Desalegn                                                                | 4:20,09  |
| Bieg na 5000 m                | Maryam Yusuf Jamal                                                     | 16:15,76 | Betlhem Desalegn                                                         | 16:16,84 | Layeş Abdullayeva                                                               | 16:49,08 |
| Bieg na 10 000 m              | Shitaye Eshete                                                         | 32:35,78 | Kenza Dahmani                                                            | 33:06,41 | Alia Mohamed Saeed                                                              | 33:44,12 |
| Bieg na 100 m przez płotki    | Dedeh Erewati                                                          | 13,54    | Yamina Hajjaji                                                           | 13,96    | Raja Nursheena Azhar                                                            | 13,98    |
| Bieg na 400 m przez płotki    | Hayat Lambarki                                                         | 57,92    | Lamia El Habz                                                            | 58,16    | Özge Akın                                                                       | 59,44    |
| Bieg na 3000 m z przeszkodami | Amina Betiche                                                          | 10:05,63 | Elif Karabulut                                                           | 10:07,79 | Salima Alami                                                                    | 10:08,86 |
| Sztafeta 4 × 100 m            | Turcja · Saliha Özyurt · Birsen Engin · Sema Apak · Nimet Karakuş      | 46,59    | Maroko · Jamaa Chnaik · Hayat Lambarki · Lamia El Habz · Yamina Hajjajir | 47,18    | Oman · Mazoon Al-Alawi · Shinoona Al-Habsi · Hiba Al-Asmi · Buthaina Al-Yaqoubi | 49,20    |
| Sztafeta 4 × 400 m            | Maroko · Hasna Grioui · Malika Akkawi · Lamia El Habz · Hayat Lambarki | 3:38,56  | Turcja · Özge Akın · Birsen Engin · Esma Aydemir · Sema Apak             | 3:53,26  | Oman · Mazoon Al-Alawi · Shinoona Al-Habsi · Hiba Al-Asmi · Buthaina Al-Yaqoubi | 4:30,09  |
| Skok wzwyż                    | Burcu Ayhan                                                            | 1,80     | Sevim Sinmez Serbest                                                     | 1,65     | Maroua Najjar                                                                   | 1,65     |
| Skok o tyczce                 | Buse Arıkazan                                                          | 3,95     | Elmas Seda Firtina                                                       | 3,85     | Dinar Nisrine                                                                   | 3,85     |
| Skok w dal                    | Jamaa Chnaik                                                           | 5,95     | Jihad Bakhchia                                                           | 5,89     | Sema Apak                                                                       | 5,71     |
| Trójskok                      | Yekaterina Sarıyeva                                                    | 13,28    | Jamaa Chnaik                                                             | 12,99    | Jihad Bakhchia                                                                  | 12,89    |
| Pchnięcie kulą                | Leyla Rajabi                                                           | 17,02    | Eki Febri Ekawati                                                        | 14,00 NR | Elçin Kaya                                                                      | 13,21    |
| Rzut dyskiem                  | Elçin Kaya                                                             | 53,33 PB | Dwi Ratnawati                                                            | 47,14    | Raghad Al-Zubaidi                                                               | 29,64    |
| Rzut oszczepem                | Eki Febri Ekawati                                                      | 34,37    | Hiba Al-Asmi                                                             | 33,03    | Maroua Najjar                                                                   | 30,76    |

## Rekordy
Podczas zawodów ustanowiono 5 krajowych rekordów w kategorii seniorów:
| Zawodnik              | Reprezentacja | Konkurencja                        | Rezultat |
| --------------------- | ------------- | ---------------------------------- | -------- |
| Adnan Taees Akkar     | Irak          | bieg na 1500 metrów                | 3:43,03  |
| Jackie Wong Siew Cher | Malezja       | rzut młotem                        | 59,53    |
| Maryam Toosi          | Iran          | bieg na 100 metrów                 | 11,67    |
| Fatima Ghassan Rayya  | Syria         | bieg na 3000 metrów z przeszkodami | 11:17,79 |
| Eki Febri Ekawati     | Indonezja     | pchnięcie kulą                     | 14,00    |